# Пайовий інвестиційний фонд
Пайови́й інвестиці́йний фо́нд (ПІФ) — це інвестиційний фонд, активи якого належать інвесторам на правах спільної часткової власності, та перебувають в управлінні компанії з управління активами (КУА) і враховуються окремо від результатів її господарської діяльності.

## Правовий статус пайового фонду
Правовий статус пайового фонду:
- Пайовий фонд — сукупність активів, що належать учасникам такого фонду на праві спільної часткової власності, перебувають в управлінні компанії з управління активами та обліковуються нею окремо від результатів її господарської діяльності.
- Мінімальний обсяг активів пайового фонду становить 1250 мінімальних заробітних плат у місячному розмірі, встановленому законом на день реєстрації фонду як інституту спільного інвестування.
- Пайовий фонд не є юридичною особою і не може мати посадових осіб.
- У регламенті та проспекті емісії інвестиційних сертифікатів пайового фонду обов'язково зазначаються його найменування та слова «пайовий інвестиційний фонд», тип, вид, клас (у разі якщо фонд є спеціалізованим або кваліфікаційним) фонду та належність його до біржового або венчурного фонду.

## Класифікація пайових фондів
Класифікація інституту спільного інвестування:
- Тип від порядку провадження діяльності:
  1. Відкритого типу (компанія з управління його активами бере на себе зобов'язання здійснювати у будь-який час на вимогу учасників цього інституту викуп цінних паперів, емітованих компанією з управління його активами).
  2. Інтервального типу (компанія з управління його активами бере на себе зобов'язання здійснювати на вимогу учасників цього інституту викуп цінних паперів, емітованих компанією з управління його активами, протягом обумовленого у проспекті емісії строку (інтервалу)).
  3. Закритого типу (компанія з управління його активами не бере на себе зобов'язань щодо викупу цінних паперів, емітованих компанією з управління його активами, до моменту його припинення).

- По термінах діяльності:
  1. Безстроковий.
  2. Строковий (пайовий фонд закритого типу може бути лише строковим).

- По виду діяльності:
  1. Диверсифікований вид.
  2. Спеціалізований вид.
  3. Кваліфікаційній вид.
  4. Недиверсифікований вид.

### Диверсифікований вид
Пайовий фонд вважається диверсифікованим, якщо він одночасно відповідає таким вимогам:
- Сумарна вартість цінних паперів одного емітента в активах фонду не перевищує 10 відсотків загального обсягу цінних паперів відповідного випуску цінних паперів такого емітента.

- Сумарна вартість цінних паперів, які становлять активи фонду в обсязі, що перевищує 5 відсотків загального обсягу випуску цінних паперів, на момент їх придбання не перевищує 40 відсотків вартості чистих активів.

- Не менш як 70 відсотків загальної вартості активів фонду становлять кошти, в тому числі на банківських депозитних рахунках, ощадні (депозитні) сертифікати, банківські метали, облігації підприємств та облігації місцевих позик, державні цінні папери, а також цінні папери, що допущені до торгів на фондовій біржі.

### Спеціалізований вид
Пайовий фонд вважається спеціалізованим, якщо він інвестує активи виключно у визначені законом «Про інститути спільного інвестування» активи:
- фонди грошового ринку;
- фонди державних цінних паперів;
- фонди облігацій;
- фонди акцій;
- індексні фонди;
- фонди банківських металів.

### Кваліфікаційній вид
Пайовий фонд вважається кваліфікаційним, якщо він інвестує активи виключно в один із кваліфікаційних класів активів та кошти, а також не має будь-яких вимог до структури активів.
До кваліфікаційних належать такі класи активів:
- об'єднаний клас цінних паперів;
- клас нерухомості;
- клас рентних активів;
- клас кредитних активів;
- клас біржових товарних активів;
- інші класи активів, які Національна комісія з цінних паперів та фондового ринку (НКЦПФР) може вводити та відносити до кваліфікаційних.

### Недиверсифікований вид
Пайові фонди, які не відповідають вимогам закону «Про інститути спільного інвестування» та нормативно-правовим актам НКЦПФР до диверсифікованого, спеціалізованого або кваліфікаційного пайового фонду відносять до недиверсифікованих видів пайових фондів.

## Переваги та недоліки пайового фонду

### Переваги
Основними переваги інвестування в ПІФ в порівнянні з іншими видами інвестування:
- диверсифікація інвестиційного портфелю та ризиків інвестування (інвестування здійснюється в цінні папери (акції, облігації тощо), нерухомість, інше майно;
- низький «поріг входження» (можна стати інвестором, маючи, наприклад, 1000 грн.);
- професійне управління активами, що здійснюється КУА на підставі ліцензії НКЦПФР;
- можливість вибору різноманітних інвестиційних стратегій (активна, пасивна тощо);
- пільгове оподаткування, що є головною перевагою інститутів спільного інвестування[3].

### Недоліки
До основних недоліків можна віднести:
- відсутність законодавчо закріплених вимог до рейтингових агенцій;
- відсутність єдиної методологічної бази аналізу результатів діяльності фонду;
- недостатність ліквідних активів на національному ринку;
- дефіцит надійних фінансових інструментів;
- переважна закритість та непрозорість звітної інформації про діяльність фонду;
- наявність законодавчих обмежень складу активів фонду;
- досить високий рівень витрат учасників фонду[4].